# Паспорт гражданина Пакистана

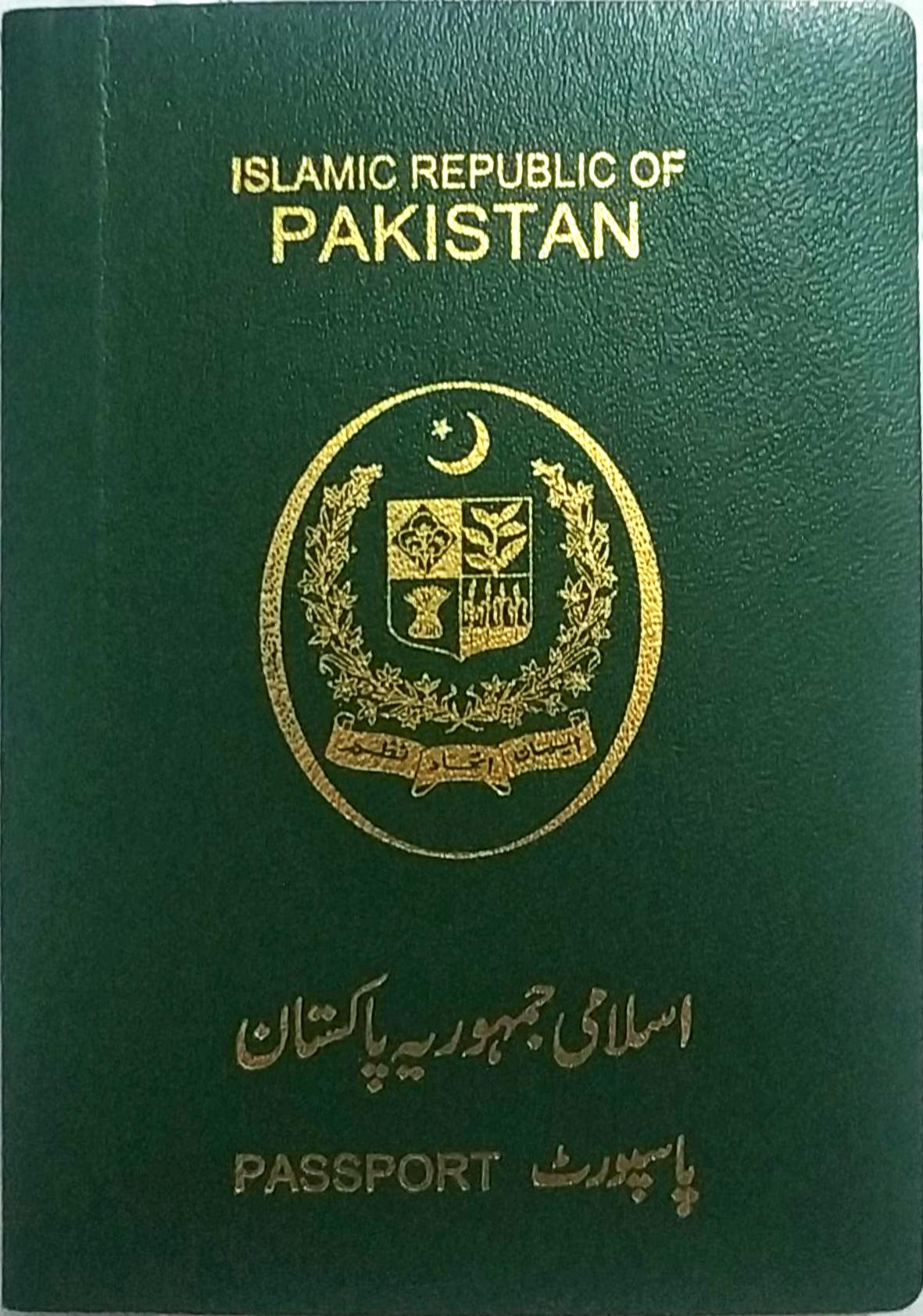
Пакистанский паспорт. Обложка.

Пакистанский паспорт (англ. Pakistani passport) — международный паспорт, документ международного формата, являющейся собственностью Исламской Республики Пакистан и выдаваемый гражданину Пакистана Министерством внутренних дел для подтверждения личности пакистанского гражданина за пределами государства Пакистан. В 2004 году Пакистан стал одной из первых стран в мире, начав выдавать гражданам биометрические паспорта, которые соответствуют стандартам ИКАО. C 2004 года было выдано более 7 миллионов биометрических паспортов.

## Содержание
В Законе о паспортах 1974 года и паспортно-визового Руководства 1974 года, прописаны нормативные акты регулирующие выдачу паспортов. Три типа паспорта выдаются в Пакистане:
- Дипломатический паспорт
- Официальный паспорт
- Обыкновенный паспорт
- Паспорт «Хадж» (больше не выдается, в настоящее время обычные паспорта используются для Хаджа в Мекку)

Дипломатический паспорт выдается Министерством иностранных дел для дипломатов и других официальных лиц министерства.
Официальный паспорт выдаётся сенаторам, депутатам Национальной ассамблеи, провинциальным министрам, судьям, офицерам вооружённых сил и прочим государственным служащим.
Паспорт «Хадж» выдавался паломникам, желающим совершить хадж в Мекку, Саудовская Аравия. Сейчас для этих целей можно воспользоваться обычным паспортом Пакистана.

## Защитные элементы паспорта
- PKI — Public Key Infrastructure
- RFID-чип

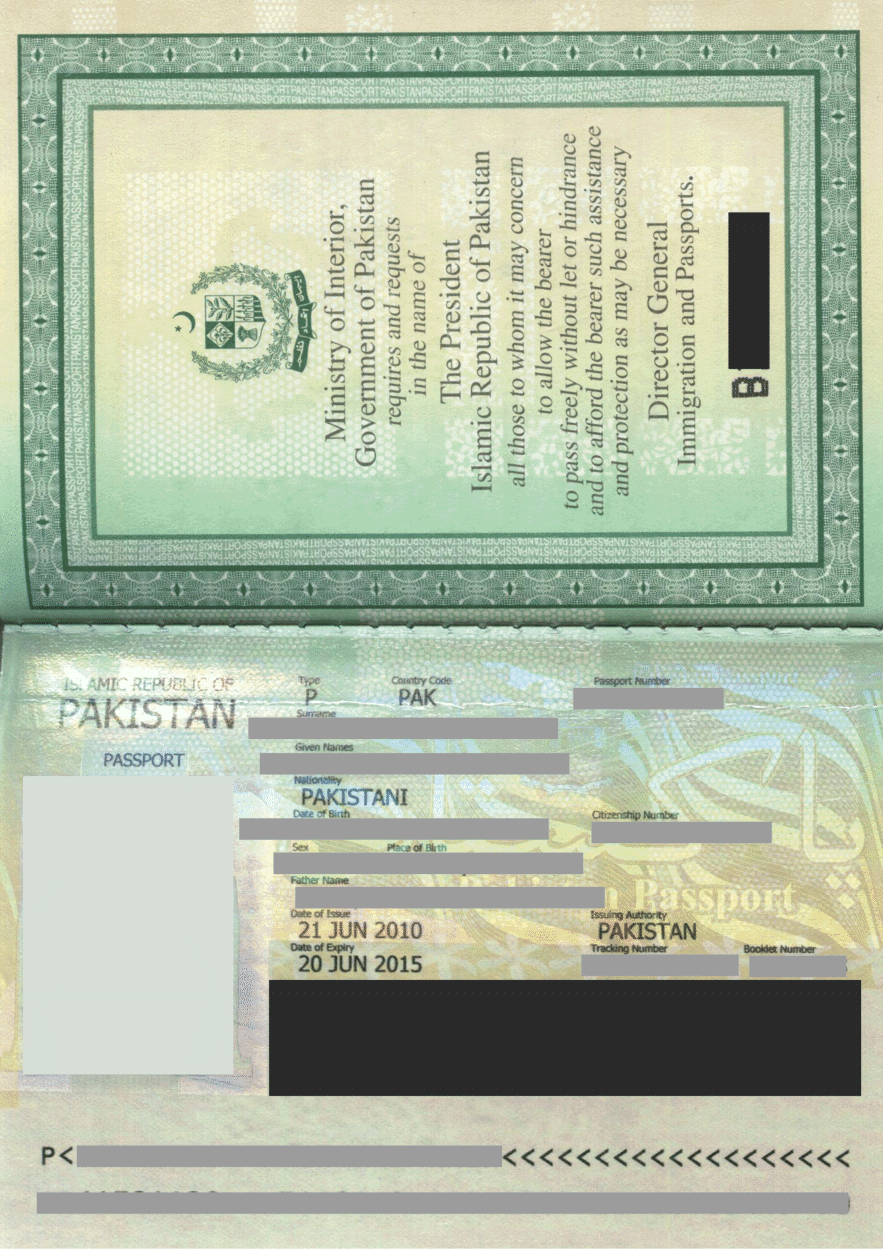
Пакистанский паспорт 2010 года.

- Биометрические характеристики лица и отпечатков пальцев
- IPI-Невидимый персональный код
- 2D штрихкод
- Машиночитаемые зоны (МСЗ)
- Субстрат безопасности и ламинат
- ультрафиолетовая микропечать
- Голограммы
- бумага с водяными знаками
- Безопасность Ink
- трёхцветная глубокая печать
- Гильошированные шаблоны

## Казусы
- В конце 2009 года около 118 пакистанских паспортов были утеряны в британском посольстве в Исламабаде. Официальные лица Великобритании подчеркнули, что потеря пакистанских паспортов может дорого стоить британскому верховному комиссару, так как в паспортах присутствовали многократные визы для поездок в различные западные страны[6][7][8].

- Когда пакистанский мусульманин претендует на получение паспорта, он / она обязаны произнести клятву, что он / она не является членом сообщества Ахмадия (так как они считаются не мусульманами по пакистанским законам). Данный закон был подвергнут критике со стороны западных стран, как дискриминация прав человека[9].